# Värmlands lagsaga
Värmlands lagsaga var en lagsaga som omfattade Värmland, och tidvis även delar av Dalsland, och dess härader.  Lagsagan finns dokumenterad från slutet av 1200-talet och den ursprungliga lagen som användes var Värmlandslagen. 1552 tillfördes Nordmarks härad som innan dess hört till Västergötlands lagsaga. 1552–1568 och 1593–1634 hörde Dalsland till denna lagsaga.
1718–1719 var lagsagan uppdelad i två: Karlstads läns lagsaga och Kristinehamns läns lagsaga. 1817 överfördes Karlskoga härad till Närkes lagsaga. 1827 överfördes så resten av lagsagan till Närkes lagsaga som sedan avskaffades med övriga lagsagor 31 december 1849.

## Lagmän
- omkring 1170?: Folkvid lagman
- 1268: Höldo (stråle)
- omkring 1285: Karl Haraldsson
- 1291–1295: Tyrner Jonsson (tuppfot)
- 1304–1305: Knut Magnusson (lagman)
- 1306–1312: Algot Jonsson (Hjorthorn)
- 1339–1348: Gustaf Tunasson (Vingätten)
- 1347: Tyrger, väpnare och nämnd som lagman
- 1397–1405: Amund Hatt
- 1413–1415: Olof Björnsson (sparre)
- 1424–1433: Nils Tykesson (Välingeätten)
- 1435–1444: Björn Nilsson (Vinge)
- 1451: Klaus Nilsson
- 1454–1495: Olof Björnsson (Vinge)
- 1497–1529: Nils Olofsson (Vinge)
- 1529–1538:  Torsten Brunsson (Forstenasläkten)
- 1538–1550: Botvid Larsson (Anckar)
- 1564–1566: Peder Svensson Kart
- 1568–1582: Lars Västgöte
- 1582–1591: Bengt Gabrielsson (Oxenstierna)
- 1593: Bo Ribbing
- 1593–1616: Hans Eriksson (Ulfsparre)
- 1616–1622: Mathias Soop
- 1622–1628: Svante Banér
- 1628–1656: Gabriel Oxenstierna
- 1657–1673: Gabriel Oxenstierna
- 1673–1674: Svante Banér
- 1674–1680: Krister Klasson Horn af Åminne
- 1680–1683: Håkan Fägerstierna
- 1683–1685: Gabriel Lillieflycht
- 1685–1690: Johan Sylvius
- 1690–1699: Knut Törnhielm
- 1699–1712: Christer Bonde d.y.
- 1713–1716: Olof Sandberg
- 1716–1718: Thomas Fehman
- 1719: Johan Cederbielke
- 1719–1733: Bernhard Cederholm
- 1733–1746: Gustaf Samuel Gyllenborg
- 1746–1748: Gabriel Falkenberg af Trystorp
- 1748–1764: Alef Herman Anrep
- 1765–1772: Melcher Falkenberg
- 1772–1781: Gustaf Plaan
- 1781–1794: Jonas von Engeström
- 1794–1806: Fabian Ulfsparre
- 1806–1817: Hans Fredrik Harald Strömfelt
- 1817–1826: Carl af Georgii